# سوتل عشبي الأوراق
سوتل عشبي الأوراق (الاسم العلمي:Dasylirion graminifolium) هو نوع من النباتات يتبع جنس السوتل من الفصيلة الهليونية.